# Biechowo (województwo kujawsko-pomorskie)
Biechowo – wieś w Polsce położona w województwie kujawsko-pomorskim, w powiecie świeckim, w gminie Drzycim.
W latach 1975–1998 miejscowość administracyjnie należała do województwa bydgoskiego. Według Narodowego Spisu Powszechnego (III 2011 r.) liczyła 118 mieszkańców. Jest jedenastą co do wielkości miejscowością gminy Drzycim.